# Canal 2 (Israel)
Canal 2 (en hebreo: 2 ערוץ o Aruts Shtaim) fue un canal de televisión comercial israelí que emitió desde 1993 hasta 2017.
Comenzó sus emisiones el 4 de noviembre de 1993 bajo control de la Segunda Autoridad para Radio y Televisión de Israel, creada para el control de medios privados en señal abierta. La programación corría a cargo de tres empresas concesionarias: Keshet y Reshet se repartían la programación por días, mientras que Hevrat HaHadashot se encargaba de los informativos. El 1 de noviembre de 2017, Canal 2 desapareció y se otorgaron dos frecuencias propias para Keshet y Reshet.

## Historia
En 1990, la Knéset aprobó el establecimiento de la «Segunda Autoridad para Radio y Televisión de Israel», un organismo encargado de las licencias de emisión a grupos audiovisuales privados, bajo una serie de condiciones establecidas por la asamblea. En lo que respecta a la televisión, la programación del Canal 2 sería producida por concesionarios contratados.
Las emisiones del Canal 2 comenzaron el 4 de noviembre de 1993, con una programación a cargo de tres empresas: Keshet, Reshet y Telad. Cada una de ellas obtuvo una licencia por una década, y las tres debían financiar a su vez una productora común para los servicios informativos, Hevrat HaHadashot HaYisra'elit (en español, «Compañía Informativa Israelí»). Rápidamente el segundo canal se convirtió en el más visto de Israel, superando en audiencia al Canal 1 de la Autoridad de Radiodifusión de Israel. El Canal 2 fue la única opción privada en abierto hasta la irrupción del Canal 10 en 2002.
En 2005, el Ministerio de Comunicaciones anunció una nueva licitación que limitaba el espacio de Canal 2 a dos concesionarias. Las ganadoras fueron Keshet y Reshet, mientras que Telad tuvo que reconvertirse en productora independiente. Keshet y Reshet pasaron a emitir tres y cuatro días de la semana respectivamente, rotando el reparto cada dos años. En 2013 comenzaron las emisiones en alta definición.
Con motivo de una reorganización en los medios de comunicación israelíes, el gobierno de Israel anunció que Canal 2 dejaría de existir el 31 de octubre de 2017 para que cada concesionaria contara con su propia frecuencia. El 1 de noviembre de 2017 comenzaron las emisiones de Canal 12 (Keshet) y Canal 13 (Reshet). Canal 12 asumió el control de los informativos de Hevrat HaHadashot, mientras que Canal 13 los compartió hasta que en 2019 se fusionó con el Canal 10 y asumió su mesa de redacción.